# Valentino Campitelli
Valentino Campitelli (Roma, 2 febbraio 1991) è un attore italiano.

## Biografia
Inizia a far parte del mondo dello spettacolo per gioco, accompagnando il fratello minore ad un provino dove viene provinato insieme a quest'ultimo e viene proprio scelto al suo posto.
La sua carriera come attore inizia nel 2003, con la miniserie tv I colori della vita, con la regia di Stefano Reali, in onda nel 2005 su Canale 5.
Da quel momento lavora alternando cinema e televisione.
Tra i suoi lavori c'è il ruolo nel cortometraggio Il supplente (2006), regia di Andrea Jublin, che ha ricevuto una nomination agli Oscar come miglior cortometraggio, e quelli nei film: Ultimi della classe (2008), regia di Luca Biglione, il cinepanettone Matrimonio alle Bahamas (2007), regia di Claudio Risi.
In televisione ha recitato nella serie Caccia al Re - La narcotici (2010) per la regia di Michele Soavi, nella miniserie tv I liceali (2008) e nella sit-com 7 vite 2, in onda nel 2009 su Rai 2.

## Filmografia

### Cinema
- Matrimonio alle Bahamas, regia di Claudio Risi (2007)
- Ultimi della classe, regia di Luca Biglione (2008)
- Questo piccolo grande amore, regia di Riccardo Donna (2009)
- Cosmonauta, regia di Susanna Nicchiarelli (2009)
- Genitori & figli - Agitare bene prima dell'uso, regia di Giovanni Veronesi (2010)
- Tre giorni dopo, regia di Daniele Grassetti (2013)
- Non essere cattivo, regia di Claudio Caligari (2015)
- La profezia dell'armadillo , regia di Emanuele Scaringi (2018)
- Morrison, regia di Federico Zampaglione (2021)
- Chiara, regia di Susanna Nicchiarelli (2022)

### Televisione
- I colori della vita, regia di Stefano Reali - Miniserie TV - Canale 5 (2005)
- Carabinieri 6, regia di Sergio Martino - Serie TV - Canale 5 (2007)
- I liceali, regia di Lucio Pellegrini - Miniserie TV - Joi - Canale 5 (2008)
- 7 vite 2, registi vari - Sit-com - Rai Due (2009)
- Caccia al Re - La narcotici, regia di Michele Soavi - Miniserie TV - Rai Uno (2010)
- Lola & Virginia, regia di Alessandro Celli - Sit-com - Rai Due, Rai Gulp (2011)
- Sfida al cielo - La narcotici 2 - Miniserie TV - Rai Uno (2015)
- Suburra - La serie - Serie TV - Netflix - 2 episodi (2017)

### Cortometraggi
- Il supplente, regia di Andrea Jublin (2006)
- Senso Vietato, regia di Gianluca Lasaracina, Daniele Giannetti (2014)
- Anima nera, regia di Alessandro Foschetti (2019)